# Scalabriniteri
Els scalabriniteris (Scalabrinitherium) són un gènere extint de mamífers litopterns de la família dels macrauquènids que visqueren a Sud-amèrica durant el Miocè superior, fa entre 7,2 i 9 milions d'anys. Se n'han trobat restes fòssils a les províncies argentines de Buenos Aires, Entre Ríos i La Pampa. Tot i que no hi tenien un parentesc evolutiu directe, semblaven llames més aviat corpulents. El crani era baix i llarg. En general, els scalabriniteris devien passar dels 2 m d'alçada. Fou anomenat en honor de l'educador i naturalista argentí Pedro Scalabrini.